# Copa Mundial de Béisbol de 2007
La XXXVII Copa Mundial de Béisbol, organizada por la Federación Internacional de Béisbol FIB (IBAF por sus siglas en inglés), se llevó a cabo en Taiwán del 6 al 18 de noviembre de 2007, donde cuatro estadios, en tres ciudades diferentes, albergaron la competencia, a saber:
- Estadio Intercontinental de Béisbol en Taichung.
- Campo de béisbol Taichung en la ciudad de Taichung.
- Estadio de Béisbol de Tianmu en la ciudad de Taipéi.
- Estadio de la ciudad de Sinjhuang.

Dieciséis equipos participaron en el torneo, aunque la participación de Venezuela fue cuestionada en un principio, debido a que la Federación Internacional de Béisbol estuvo considerando algunas sanciones a raíz de la negativa de Venezuela de brindar visas a los miembros del equipo juvenil de béisbol de Taichung, quienes participarían en el Campeonato mundial juvenil de Béisbol en agosto de 2007 Pero al final Venezuela participó.
Por su parte, el equipo de China, estaba programado originalmente para jugar en el grupo B, pero al final fue reemplazado por el equipo de Tailandia, que quedó en quinto lugar, detrás de China, en los Juegos Asiáticos de 2006.

#### Posiciones

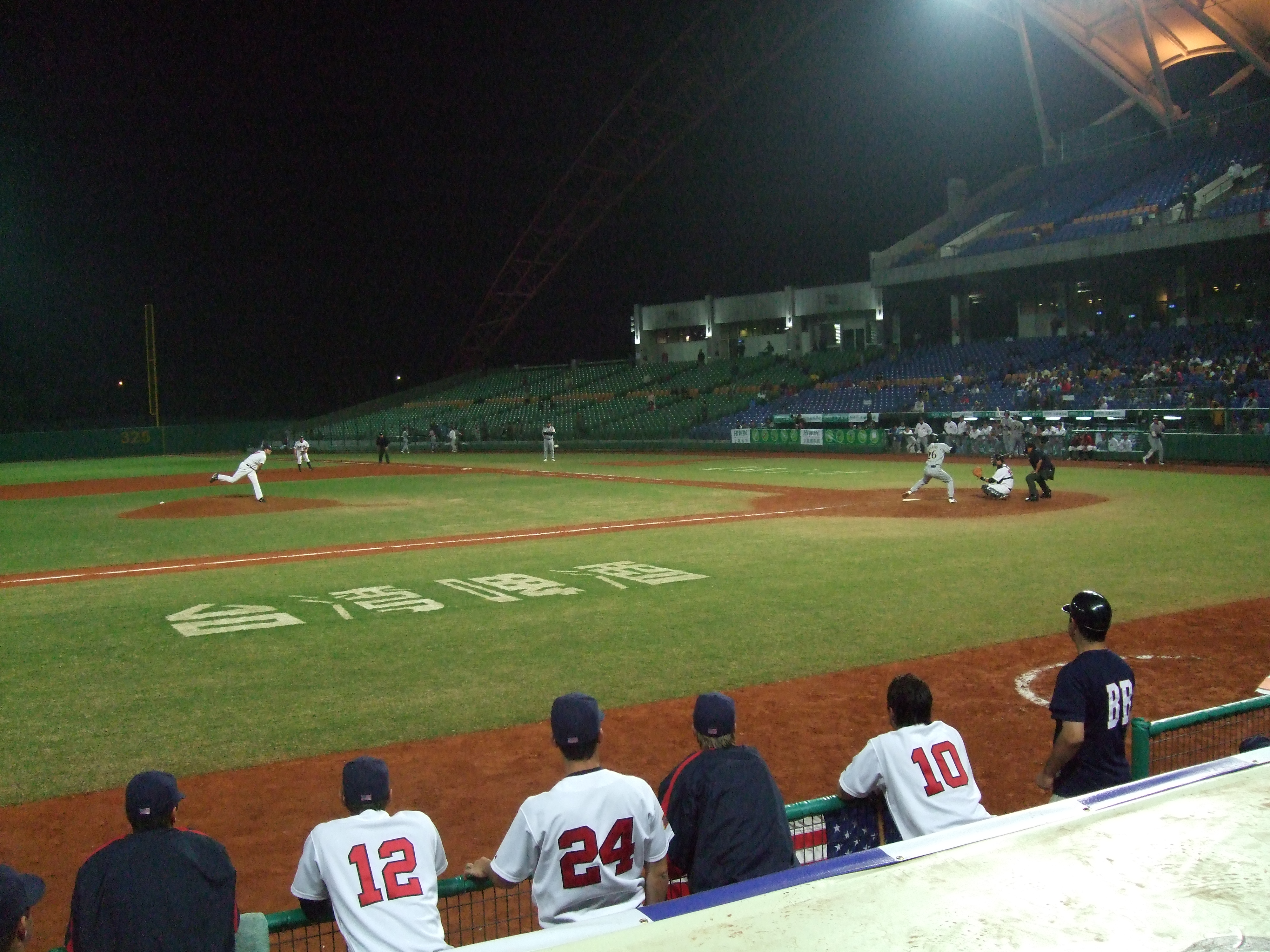

## Primera fase

### Group A
| Leyenda                      |
| ---------------------------- |
| Avanza a la cuartos de final |
| Eliminado                    |

#### Posiciones[3]
| Posición | Equipo         | Ganados | Perdidos | Carreras Permitidas | Promedio Carreras |
| -------- | -------------- | ------- | -------- | ------------------- | ----------------- |
| 1        | Estados Unidos | 6       | 1        | 18                  | 2.70              |
| 2        | China Taipéi   | 5       | 2        | 25                  | 3.69              |
| 3        | Japón          | 5       | 2        | 20                  | 3.16              |
| 4        | México         | 4       | 3        | 32                  | 5.24              |
| 5        | Panamá         | 3       | 4        | 39                  | 5.85              |
| 6        | Italia         | 3       | 4        | 31                  | 4.73              |
| 7        | España         | 2       | 5        | 58                  | 9.49              |
| 8        | Sudáfrica      | 0       | 7        | 72                  | 11.57             |

#### Calendario de juegos
Con la excepción del juego de apertura del torneo, todos los juegos del grupo A se jugaron en Taichung en el Campo de Béisbol de Taichung y en el Estadio Intercontinental de Béisbol de Taichung.

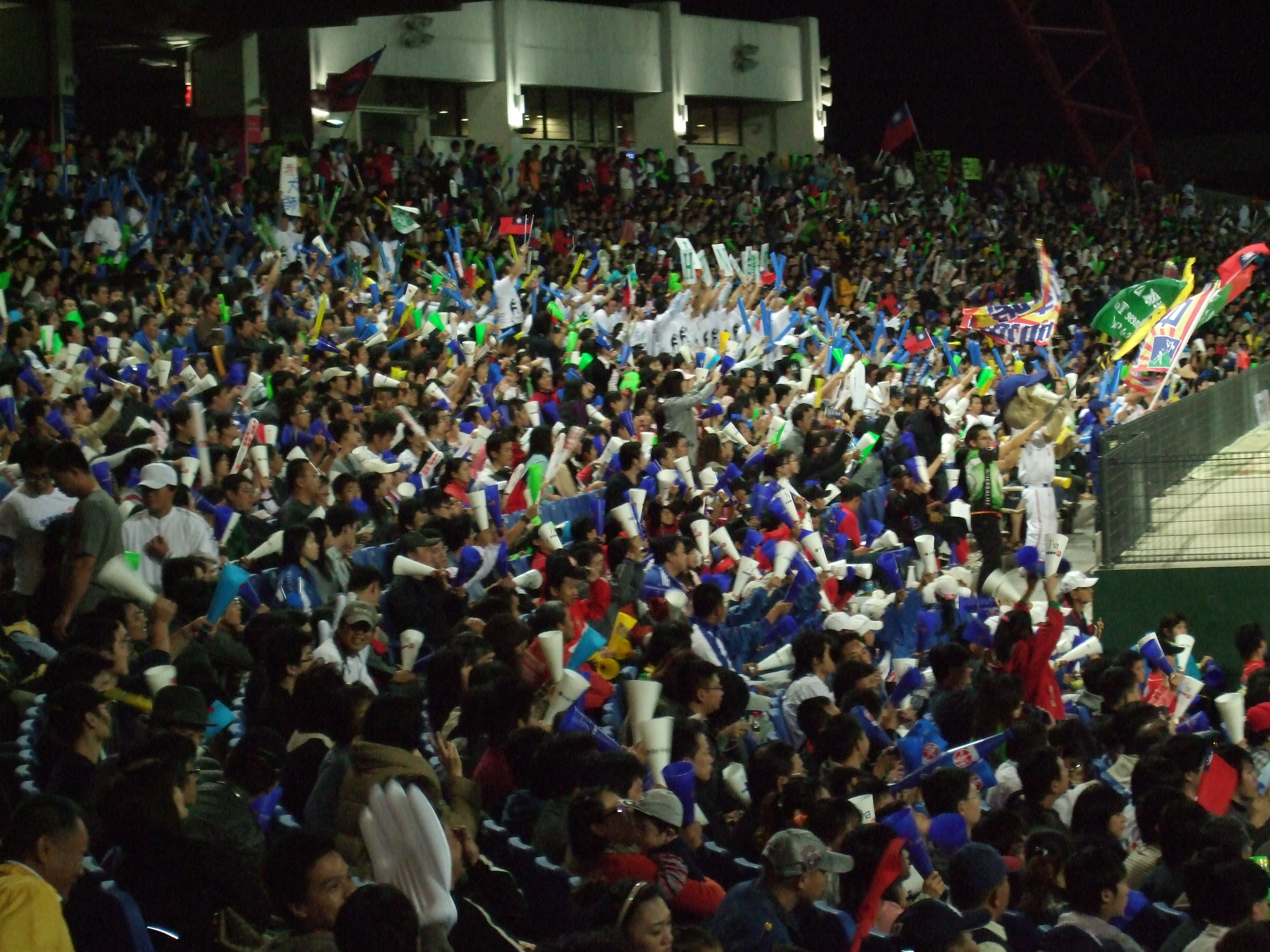
Los aficionados locales celebran al equipo de Taiwán que venció a los visitantes de Japón 6 a 1 en la ronda de apertura del campeonato mundial de béisbol del 2007.

- Todas la horas en tiempo de Taiwán (UTC +8)

| Equipo 1        |                | Equipo 2       | Hora (Lugar)           |                |                |                |
| 7 de noviembre  | 7 de noviembre | 7 de noviembre | 7 de noviembre         | 7 de noviembre | 7 de noviembre | 7 de noviembre |
| --------------- | -------------- | -------------- | ---------------------- | -------------- | -------------- | -------------- |
| España          | 0-5            | Panamá         | 12:00 Intercontinental |                |                |                |
| Sudáfrica       | 1-11           | Japón          | 15:00 Taichung         |                |                |                |
| México          | 0-3            | Estados Unidos | 18:00 Intercontinental |                |                |                |
| 8 de noviembre  |                |                |                        |                |                |                |
| Italia          | 11-1           | España         | 12:00 Taichung         |                |                |                |
| Estados Unidos  | 7-0            | Panamá         | 12:00 Intercontinental |                |                |                |
| Japón           | 15-3           | México         | 18:00 Taichung         |                |                |                |
| Sudáfrica       | 1-16           | China Taipéi   | 18:00 Intercontinental |                |                |                |
| 9 de noviembre  |                |                |                        |                |                |                |
| Italia          | 6-2            | Estados Unidos | 12:00 Taichung         |                |                |                |
| España          | 7-4            | Sudáfrica      | 12:00 Intercontinental |                |                |                |
| Panamá          | 3-2            | México         | 18:00 Taichung         |                |                |                |
| China Taipéi    | 6-1            | Japón          | 18:00 Intercontinental |                |                |                |
| 10 de noviembre |                |                |                        |                |                |                |
| España          | 4-8            | China Taipéi   | 12:00 Intercontinental |                |                |                |
| México          | 13-3           | Sudáfrica      | 12:00 Taichung         |                |                |                |
| Italia          | 0-6            | Panamá         | 18:00 Taichung         |                |                |                |
| Estados Unidos  | 5-1            | Japón          | 18:00 Intercontinental |                |                |                |
| 11 de noviembre |                |                |                        |                |                |                |
| Sudáfrica       | 0-8            | Italia         | 12:00 Taichung         |                |                |                |
| China Taipéi    | 5-9            | México         | 12:00 Intercontinental |                |                |                |
| España          | 2-12           | Estados Unidos | 18:00 Taichung         |                |                |                |
| Japón           | 6-2            | Panamá         | 18:00 Intercontinental |                |                |                |
| 12 de noviembre |                |                |                        |                |                |                |
| China Taipéi    | 1-0            | Italia         | 18:00 Tianmu           |                |                |                |
| 13 de noviembre |                |                |                        |                |                |                |
| Estados Unidos  | 4-2            | Sudáfrica      | 12:00 Taichung         |                |                |                |
| Italia          | 0-10           | Japón          | 12:00 Intercontinental |                |                |                |
| México          | 19-1           | España         | 18:00 Taichung         |                |                |                |
| Panamá          | 0-10           | China Taipéi   | 18:00 Intercontinental |                |                |                |
| 14 de noviembre |                |                |                        |                |                |                |
| Japón           | 4-3            | España         | 12:00 Taichung         |                |                |                |
| México          | 11-2           | Italia         | 12:00 Intercontinental |                |                |                |
| Panamá          | 13-3           | Sudáfrica      | 18:00 Taichung         |                |                |                |
| China Taipéi    | 7-10           | Estados Unidos | 18:00 Intercontinental |                |                |                |

### Grupo B
| Leyenda                      |
| ---------------------------- |
| Avanza a la cuartos de final |
| Eliminado                    |

#### Posiciones[3]
| Posición | Equipo        | Ganados | Perdidos | Carreras Allowed | Promedio Carreras |
| -------- | ------------- | ------- | -------- | ---------------- | ----------------- |
| 1        | Cuba          | 6       | 1        | 13               | 1.95              |
| 2        | Australia     | 6       | 1        | 20               | 2.81              |
| 3        | Países Bajos  | 5       | 2        | 22               | 3.30              |
| 4        | Corea del Sur | 4       | 3        | 17               | 2.55              |
| 5        | Canadá        | 4       | 3        | 22               | 3.36              |
| 6        | Venezuela     | 2       | 5        | 37               | 5.55              |
| 7        | Alemania      | 1       | 6        | 52               | 7.80              |
| 8        | Tailandia     | 0       | 7        | 108              | 20.68             |

#### Calendario de juegos
Todos los juegos del grupo B se jugaron en el Estadio de Béisbol de Tienmu en Taipee y en el Estadio de Béisbol en Hsinjuang en Taipéi.
- Todo el tiempo en hora de Taiwán (UTC +8)

| Equipo 1        |                | Equipo 2       | Hora (Lugar)    |                |                |                |
| 7 de noviembre  | 7 de noviembre | 7 de noviembre | 7 de noviembre  | 7 de noviembre | 7 de noviembre | 7 de noviembre |
| --------------- | -------------- | -------------- | --------------- | -------------- | -------------- | -------------- |
| Cuba            | 3-2            | Australia      | 12:00 Tianmu    |                |                |                |
| Países Bajos    | 16-0           | Tailandia      | 12:00 Sinjhuang |                |                |                |
| Corea del Sur   | 5-0            | Canadá         | 18:00 Tianmu    |                |                |                |
| Alemania        | 0-8            | Venezuela      | 18:00 Sinjhuang |                |                |                |
| 8 de noviembre  |                |                |                 |                |                |                |
| Venezuela       | 0-4            | Corea del Sur  | 12:00 Tianmu    |                |                |                |
| Tailandia       | 0-18           | Canadá         | 12:00 Sinjhuang |                |                |                |
| Australia       | 4-3            | Países Bajos   | 18:00 Tianmu    |                |                |                |
| Alemania        | 3-7            | Cuba           | 18:00 Sinjhuang |                |                |                |
| 9 de noviembre  |                |                |                 |                |                |                |
| Corea del Sur   | 18-2           | Tailandia      | 12:00 Tianmu    |                |                |                |
| Australia       | 7-4            | Venezuela      | 12:00 Sinjhuang |                |                |                |
| Países Bajos    | 15-5           | Alemania       | 18:00 Tianmu    |                |                |                |
| Cuba            | 6-3            | Canadá         | 18:00 Sinjhuang |                |                |                |
| 10 de noviembre |                |                |                 |                |                |                |
| Venezuela       | 4-7            | Países Bajos   | 12:00 Tianmu    |                |                |                |
| Canadá          | 10-0           | Alemania       | 12:00 Sinjhuang |                |                |                |
| Cuba            | 7-2            | Corea del Sur  | 18:00 Tianmu    |                |                |                |
| Tailandia       | 1-26           | Australia      | 18:00 Sinjhuang |                |                |                |
| 11 de noviembre |                |                |                 |                |                |                |
| Australia       | 2-1            | Corea del Sur  | 12:00 Tianmu    |                |                |                |
| Países Bajos    | 1-7            | Canadá         | 12:00 Sinjhuang |                |                |                |
| Alemania        | 2-0            | Tailandia      | 18:00 Tianmu    |                |                |                |
| Venezuela       | 0-10           | Cuba           | 18:00 Sinjhuang |                |                |                |
| 13 de noviembre |                |                |                 |                |                |                |
| Tailandia       | 1-11           | Cuba           | 12:00 Tianmu    |                |                |                |
| Australia       | 4-2            | Alemania       | 12:00 Sinjhuang |                |                |                |
| Canadá          | 6-3            | Venezuela      | 18:00 Tianmu    |                |                |                |
| Corea del Sur   | 1-5            | Países Bajos   | 18:00 Sinjhuang |                |                |                |
| 14 de noviembre |                |                |                 |                |                |                |
| Cuba            | 1-2            | Países Bajos   | 12:00 Tianmu    |                |                |                |
| Alemania        | 1-8            | Corea del Sur  | 12:00 Sinjhuang |                |                |                |
| Canadá          | 6-7            | Australia      | 18:00 Tianmu    |                |                |                |
| Venezuela       | 17-3           | Tailandia      | 18:00 Sinjhuang |                |                |                |

## Rondas de eliminación
Los cuartos de final se organizaron de la siguiente manera:

- 1° Grupo A vs. 4° Grupo B
- 2° Grupo A vs. 3° Grupo B
- 2° Grupo B vs. 3° Grupo A
- 1° Grupo B vs. 4° Grupo A

### Ronda final
Los equipos marcados con (c) obtienen clasificación directa al Mundial de 2009.
|  | Cuartos de final                  | Cuartos de final                  |                                |       | Semifinales            | Semifinales            |  |  | Final                          | Final |
|  |                                   |                                   |                                |       |                        |                        |  |  |                                |       |
|  | 16 de noviembre 18:00 (Sinjhuang) |                                   |                                |       |                        |                        |  |  |                                |       |
|  |                                   |                                   |                                |       |                        |                        |  |  |                                |       |
|  | Estados Unidos(c)                 | 3                                 |                                |       |                        |                        |  |  |                                |       |
|  | Estados Unidos(c)                 | 3                                 | 17 de noviembre 18:00 (Tianmu) |       |                        |                        |  |  |                                |       |
|  | Corea del Sur                     | 1                                 |                                |       |                        |                        |  |  |                                |       |
|  | Corea del Sur                     | 1                                 | Estados Unidos                 | 5     |                        |                        |  |  |                                |       |
|  | 16 de noviembre 12:00 (Tianmu)    |                                   | Estados Unidos                 | 5     |                        |                        |  |  |                                |       |
|  |                                   | Países Bajos                      | 0                              |       |                        |                        |  |  |                                |       |
|  | China Taipéi                      | Países Bajos                      | 0                              | 3     |                        |                        |  |  |                                |       |
|  | China Taipéi                      |                                   | 18 de noviembre 16:30 (Tianmu) | 3     |                        |                        |  |  |                                |       |
|  | Países Bajos(c)                   | 6                                 |                                |       |                        |                        |  |  |                                |       |
|  | Países Bajos(c)                   | 6                                 | Estados Unidos                 | 6     |                        |                        |  |  |                                |       |
|  | 16 de noviembre 12:00 (Sinjhuang) |                                   | Estados Unidos                 | 6     |                        |                        |  |  |                                |       |
|  |                                   | Cuba                              | 3                              |       |                        |                        |  |  |                                |       |
|  | Australia                         | Cuba                              | 3                              | 0     |                        |                        |  |  |                                |       |
|  | Australia                         | 17 de noviembre 18:00 (Sinjhuang) |                                | 0     |                        |                        |  |  |                                |       |
|  | Japón(c)                          | 3                                 |                                |       |                        |                        |  |  |                                |       |
|  | Japón(c)                          | 3                                 | Japón                          | 3     | Tercer y cuarto puesto | Tercer y cuarto puesto |  |  |                                |       |
|  | 16 de noviembre 18:00 (Tianmu)    |                                   | Japón                          | 3     | Tercer y cuarto puesto | Tercer y cuarto puesto |  |  |                                |       |
|  |                                   | Cuba                              | 5                              |       |                        |                        |  |  |                                |       |
|  | Cuba(c)                           | Cuba                              | 5                              | 6     | Países Bajos           | 0                      |  |  |                                |       |
|  | Cuba(c)                           |                                   |                                | 6     | Países Bajos           | 0                      |  |  |                                |       |
|  | México                            | 0                                 |                                | Japón | 5                      |                        |  |  |                                |       |
|  | México                            | 0                                 |                                |       | 5                      |                        |  |  |                                |       |
|  |                                   |                                   |                                |       |                        |                        |  |  | 18 de noviembre 10:00 (Tianmu) |       |
|  |                                   |                                   |                                |       |                        |                        |  |  |                                |       |

|  | Clasificación por 5° al 8° lugar  | Clasificación por 5° al 8° lugar  |   |                                   | 5° lugar                          | 5° lugar |  |
|  |                                   |                                   |   |                                   |                                   |          |  |
|  | 17 de noviembre 12:00 (Tianmu)    |                                   |   |                                   |                                   |          |  |
|  | China Taipéi                      | 0                                 |   |                                   |                                   |          |  |
|  | Corea del Sur(c)                  | 3                                 |   |                                   |                                   |          |  |
|  |                                   |                                   |   |                                   |                                   |          |  |
|  |                                   |                                   |   |                                   | 18 de noviembre 13:00 (Sinjhuang) |          |  |
|  |                                   |                                   |   |                                   | Corea del Sur                     | 5        |  |
|  |                                   | Australia                         | 2 |                                   |                                   |          |  |
|  |                                   |                                   |   |                                   |                                   |          |  |
|  |                                   |                                   |   |                                   |                                   |          |  |
|  |                                   |                                   |   |                                   | 7° lugar                          |          |  |
|  | 17 de noviembre 12:00 (Sinjhuang) | 17 de noviembre 12:00 (Sinjhuang) |   | 18 de noviembre 09:00 (Sinjhuang) | 18 de noviembre 09:00 (Sinjhuang) |          |  |
|  | Australia(c)                      | 7                                 |   | China Taipéi                      | 4                                 |          |  |
|  | México                            | 1                                 |   |                                   | México                            | 6        |  |

| Estados Unidos         |
| Campeón Estados Unidos |
| Tercer título          |

## Clasificación Final
| Posición | Equipo         | Ganados | Perdidos |
| -------- | -------------- | ------- | -------- |
| 1        | Estados Unidos | 9       | 1        |
| 2        | Cuba           | 8       | 2        |
| 3        | Japón          | 7       | 3        |
| 4        | Países Bajos   | 6       | 4        |
| 5        | Corea del Sur  | 6       | 4        |
| 6        | Australia      | 7       | 3        |
| 7        | México         | 5       | 5        |
| 8        | China Taipéi   | 5       | 5        |
| 9        | Canadá         | 4       | 3        |
| 10       | Panamá         | 3       | 4        |
| 11       | Italia         | 3       | 4        |
| 12       | España         | 2       | 5        |
| 13       | Venezuela      | 2       | 5        |
| 14       | Alemania       | 1       | 6        |
| 15       | Sudáfrica      | 0       | 7        |
| 16       | Tailandia      | 0       | 7        |